# Pidonia palleola
Pidonia palleola là một loài bọ cánh cứng trong họ Cerambycidae.